# فلفل شبح
فلفل شبح (انگلیسی: Bhut jolokia) همچنین شناخته شده با نام‌های دیگر از جمله فلفل قاتل، فلفل شبح چیلی و شبح جولوکیا، یک فلفل تند ترکیبی است که بومی مناطق شمال شرق هند، آسام، ناگالند، مانیپور و بخش‌هایی از نپال می‌باشد. فلفل شبح یک فلفل ترکیبی از دارفلفل زرد و فلفل فروتسنس است. رکوردهای جهانی گینس در سال ۲۰۰۷ این فلفل را در زمرهٔ تندترین فلفل دنیا طبقه‌بندی و ثبت نموده‌است. میزان تندی این فلفل ۱۷۰ مرتبه از سس تاباسکو بیشتر است. مقیاس اسکویل ثبت‌شده برای فلفل شبح ۱ میلیون به ازای هر واحد است. با همهٔ این احوال، فلفل شبح در مسابقات پرورش تندترین فلفل در سال ۲۰۱۱، رقابت را به فلفل اینفینیتی واگذار کرد. به دنبال آن و در همان سال ۲۰۱۱ نیز فلفل ناگا وایپر عنوان تندترین فلفل دنیا را کسب نمود و البته این پایان ماجرا نبود و در حال حاضر، کارولینا ریپر با ۱٬۶۴۱٬۱۸۳ مقیاس اسکویل در سال ۲۰۱۳ به عنوان تندترین فلفل دنیا توانسته رکوردهای جهانی گینس را به نام خودش ثبت نماید.

## ارتش هند و استفاده از فلفل‌ها
در سال ۲۰۰۹ میلادی، محققان سازمان تحقیقات و توسعه دفاعی هند از برنامه‌هایی در راستای استفاده از فلفل‌ها در نارنجک‌های دستی به عنوان یک روش غیرمستقیم برای کنترل شورش‌ها خبر دادند. این سازمان اظهار نموده‌است که از افشانه‌های فلفلی و نارنجک برای کنترل و پراکنده نمودن اغتشاشات استفاده خواهد کرد. نارنجک‌های دستی ساخته شده از فلفل شبح در اوت ۲۰۱۵ توسط ارتش هند با موفقیت آزمایش و مورد استفاده قرار گرفت و در یک عملیات، موفق شدند تروریستی را که در یک غار پنهان شده بود بیرون کشیده و دستگیر نمایند.

## نگارخانه

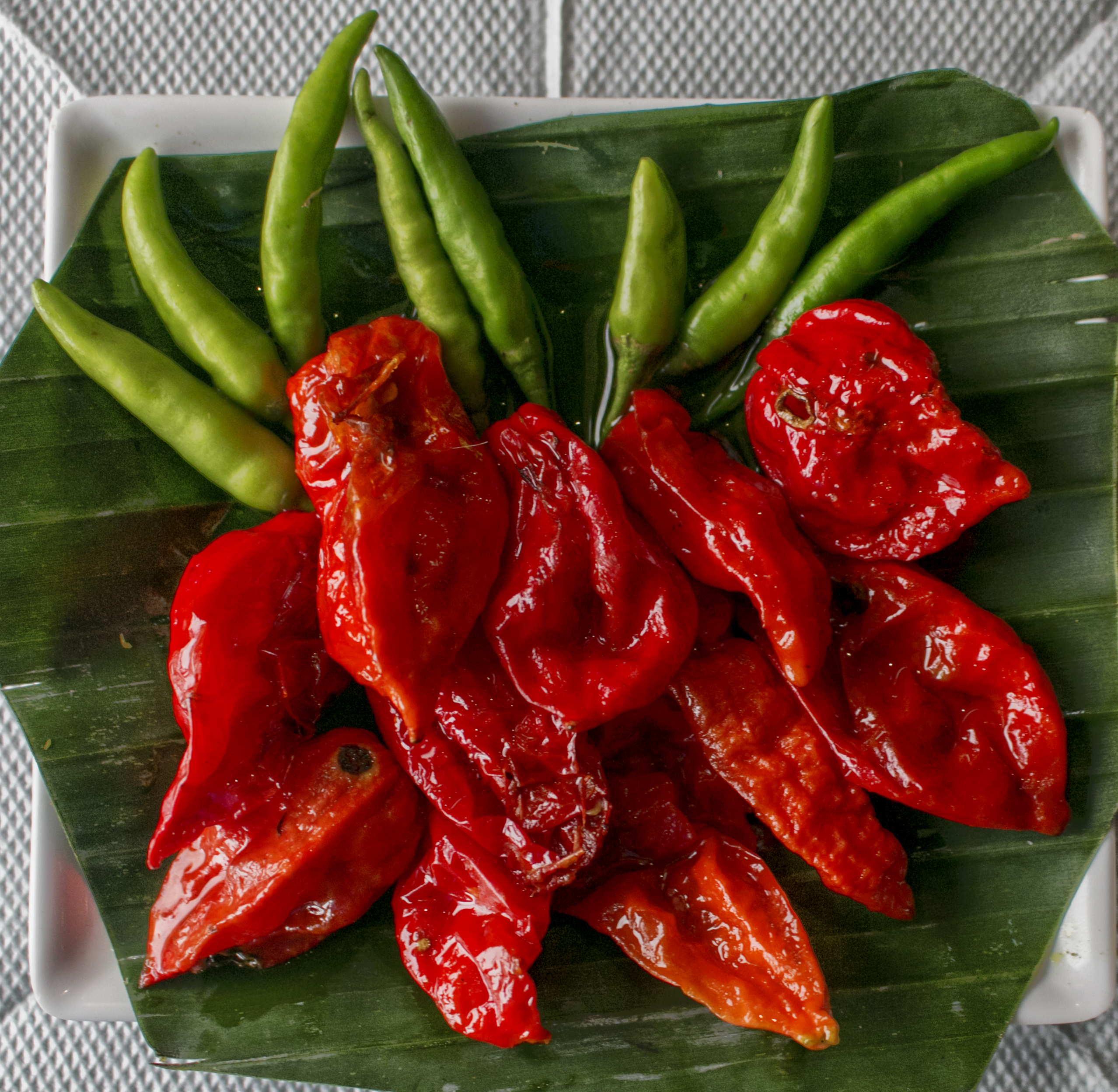
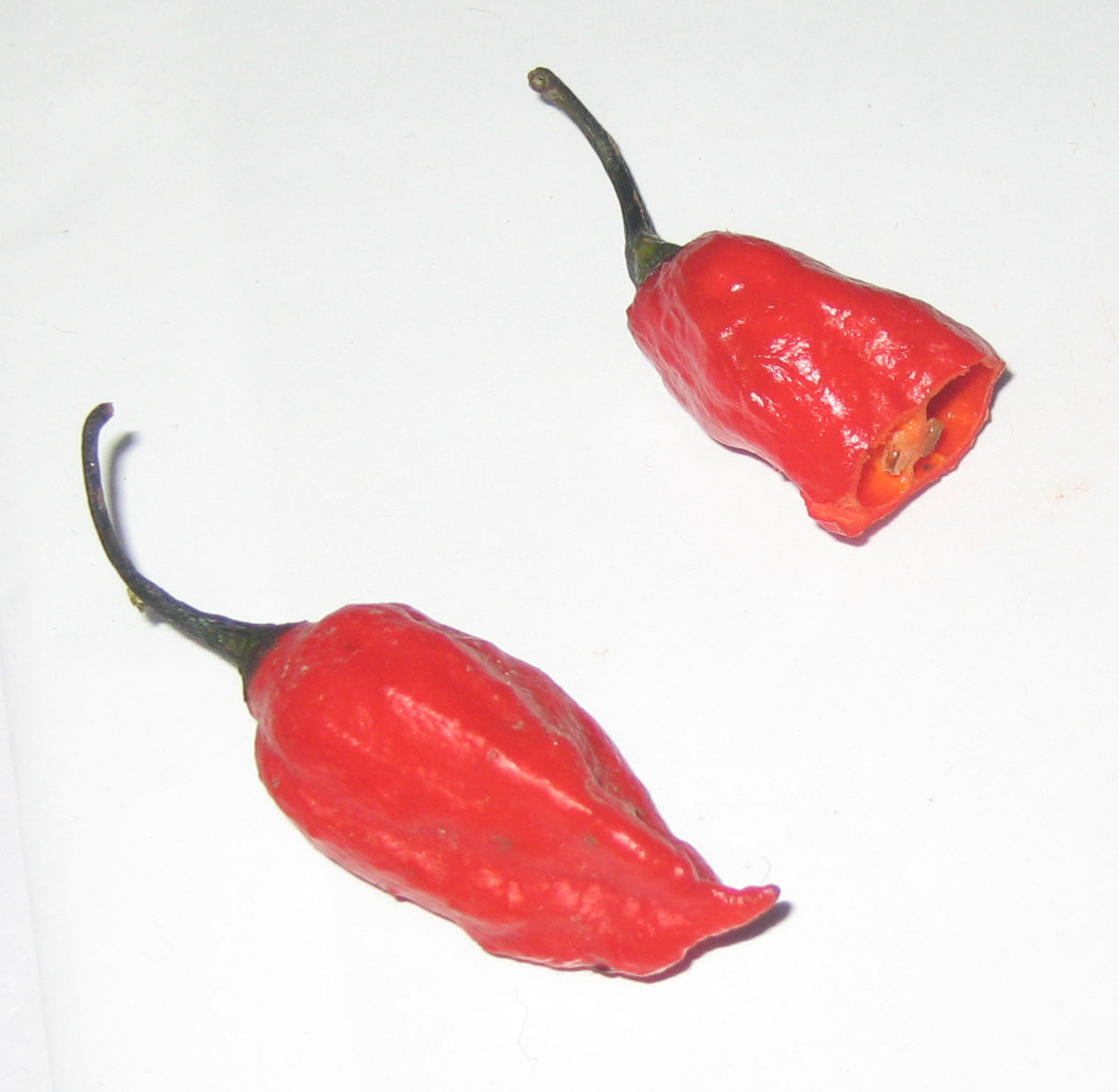
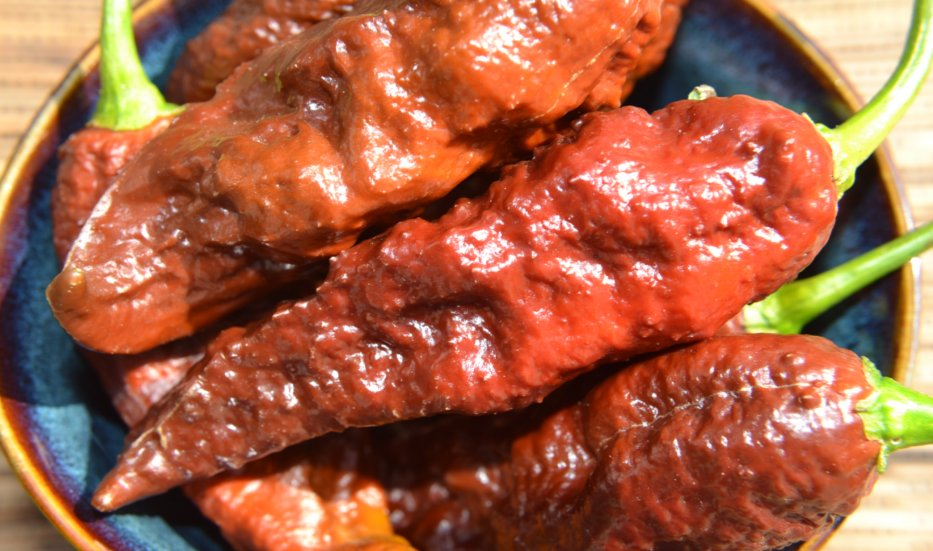
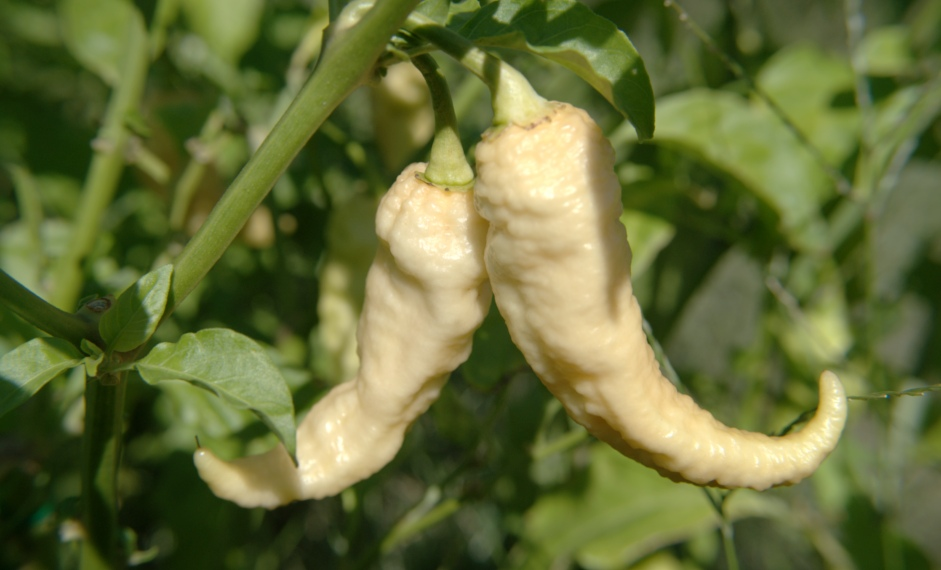
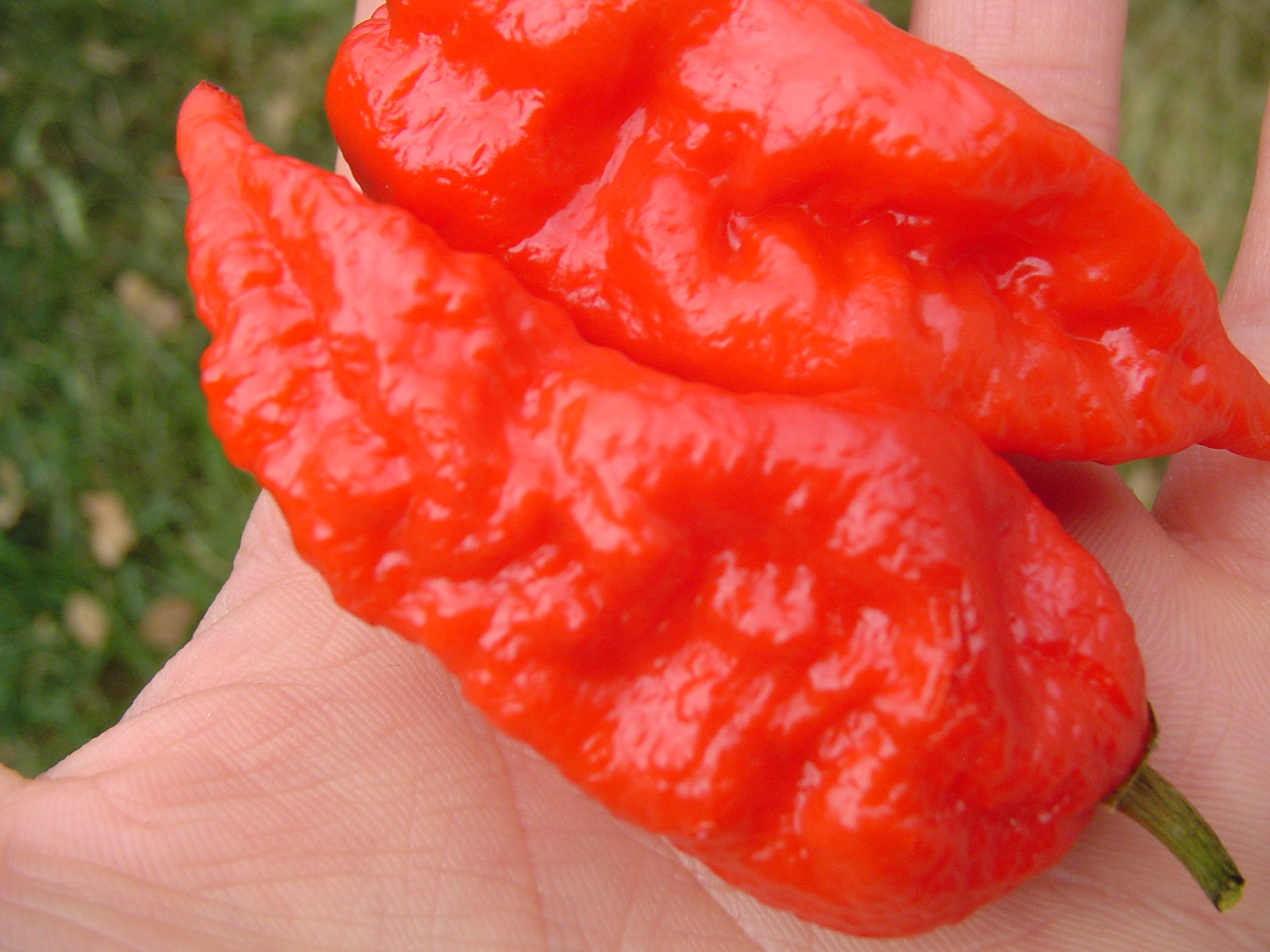
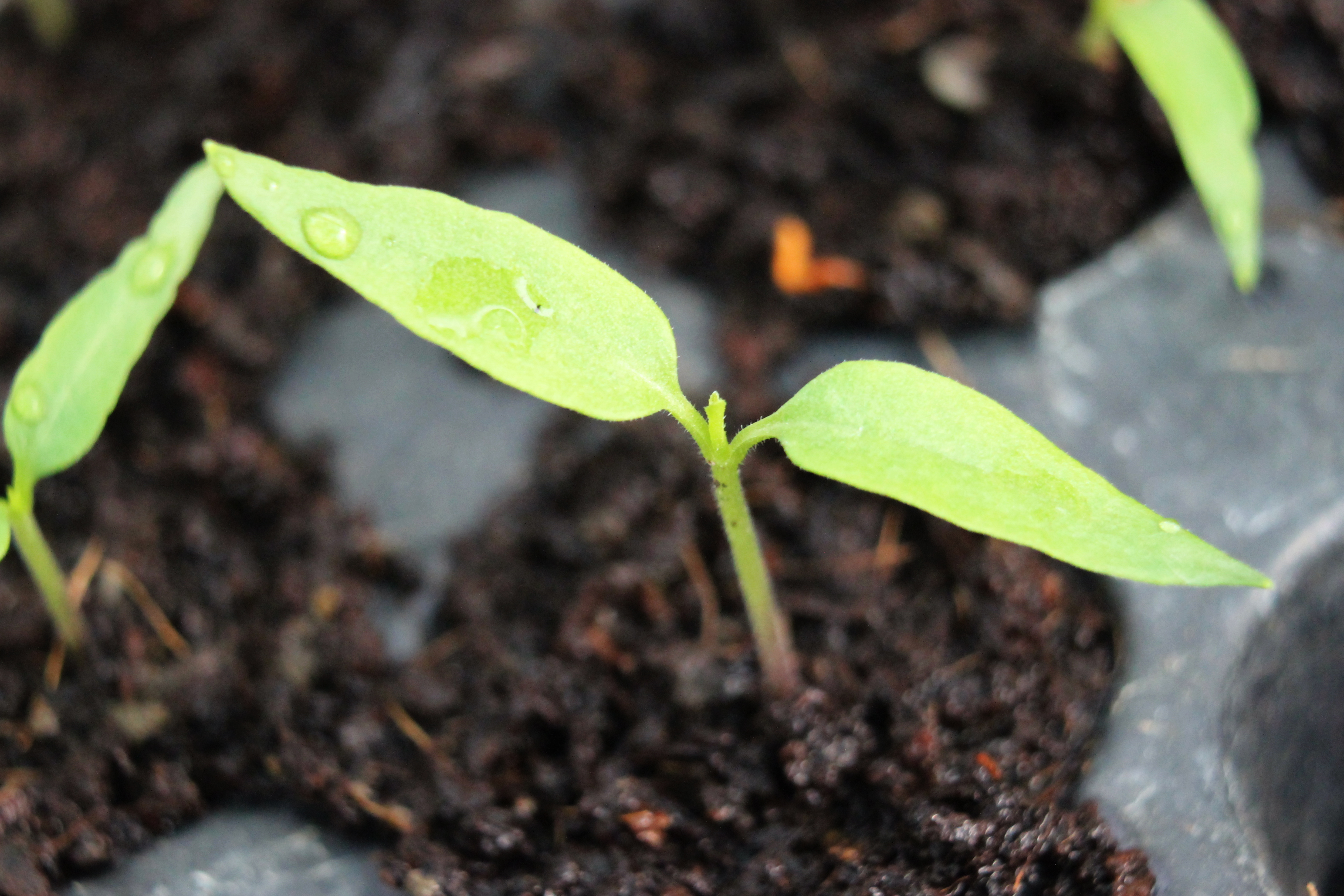
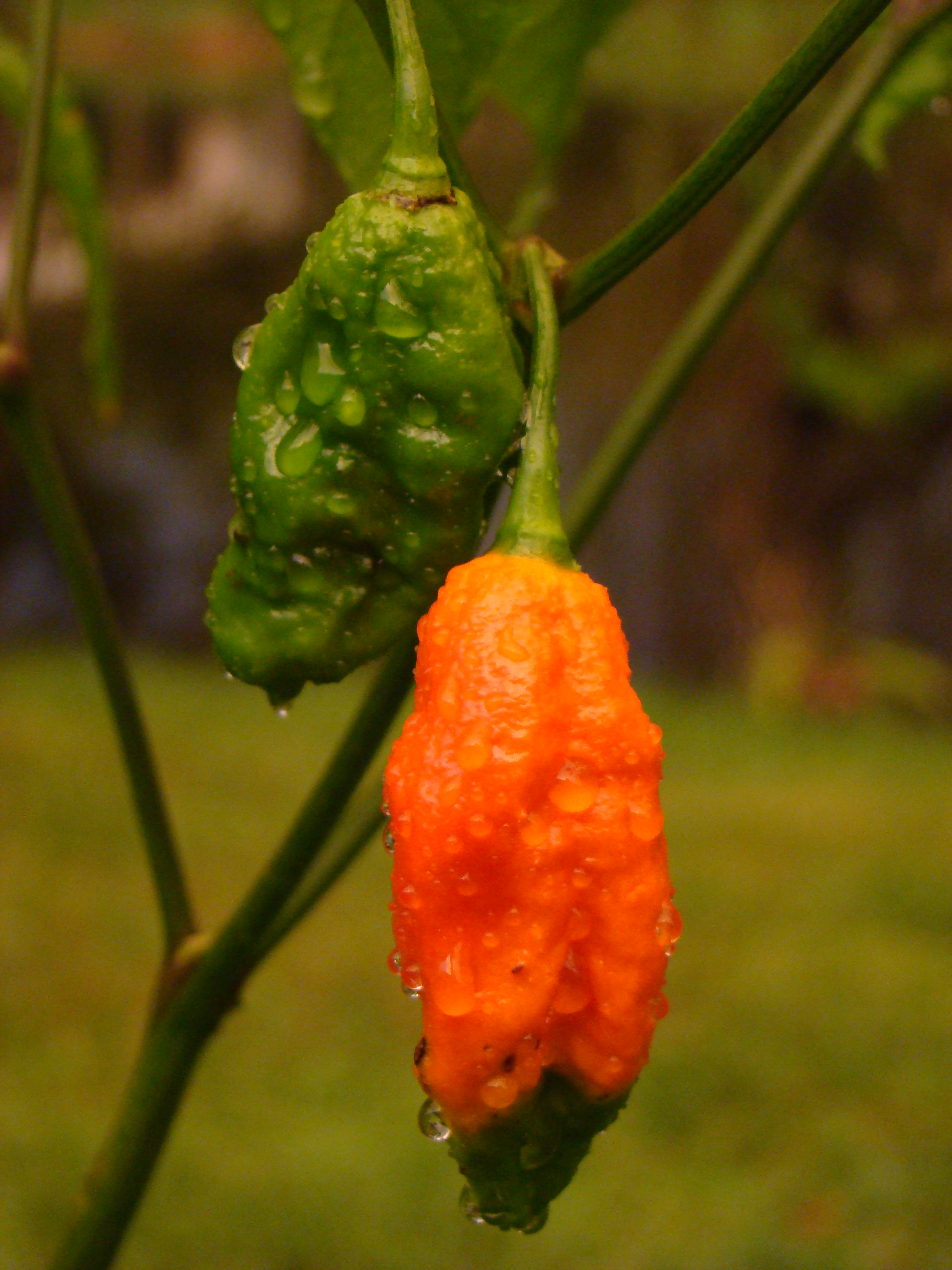
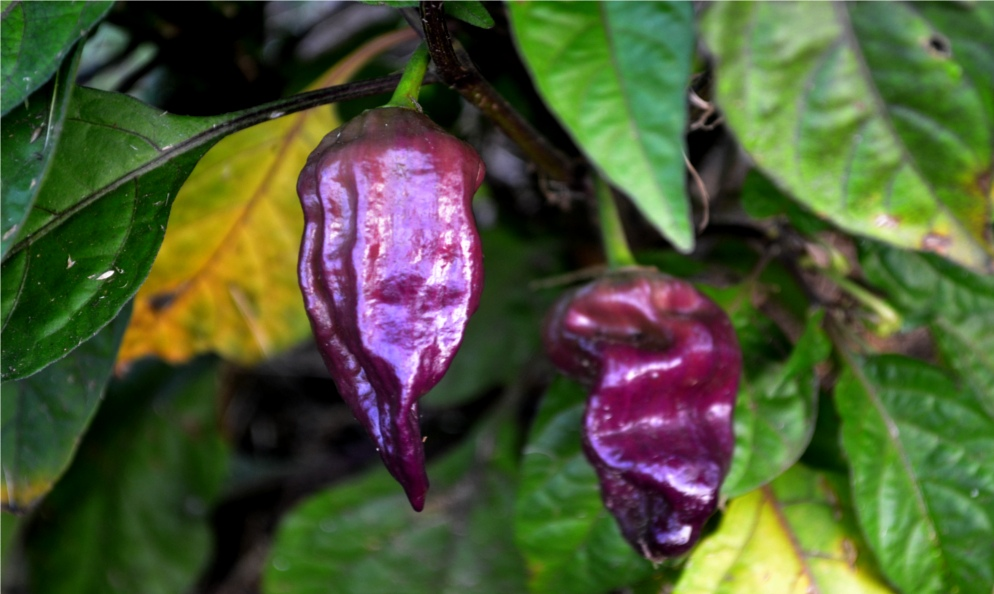
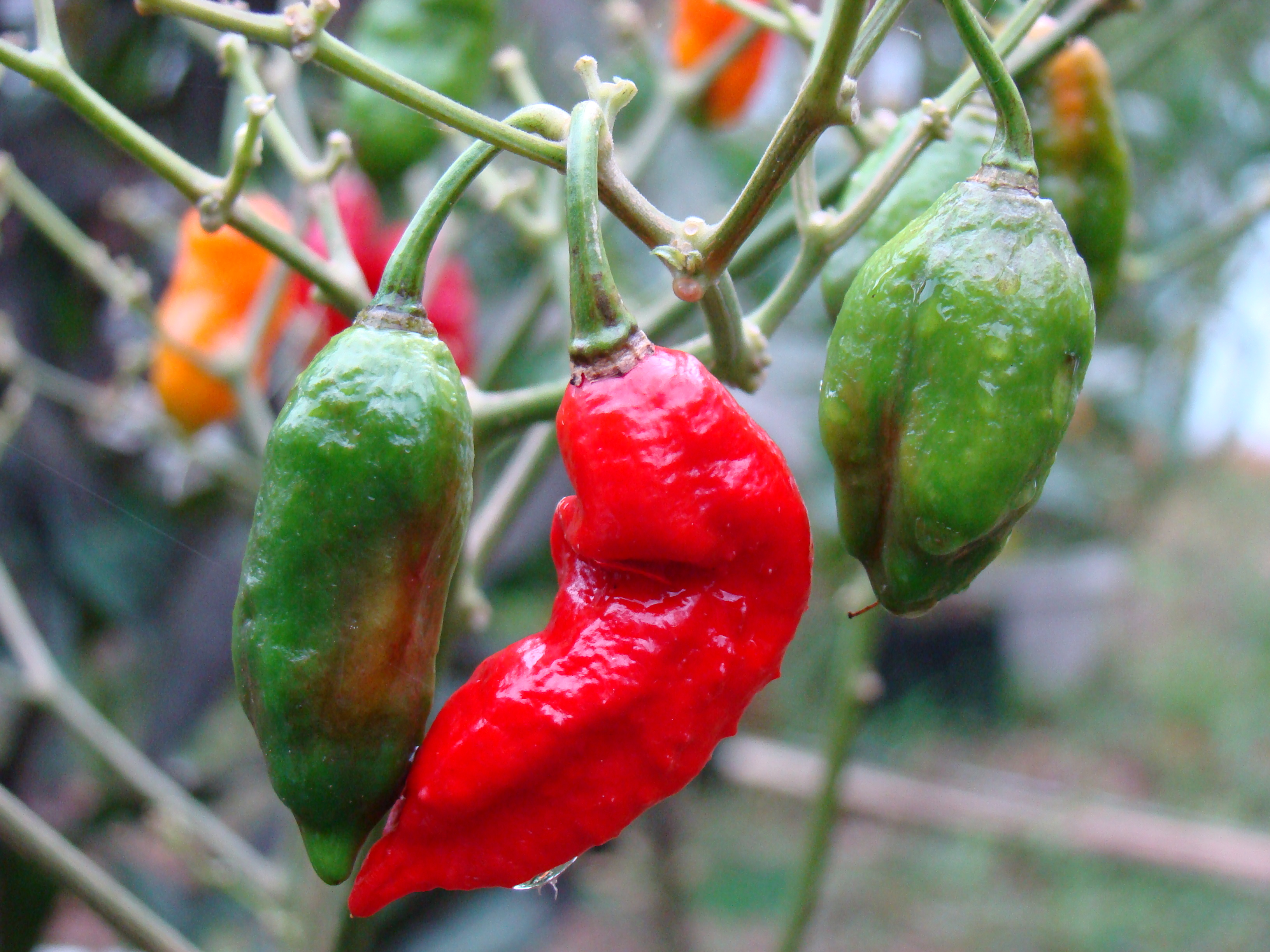
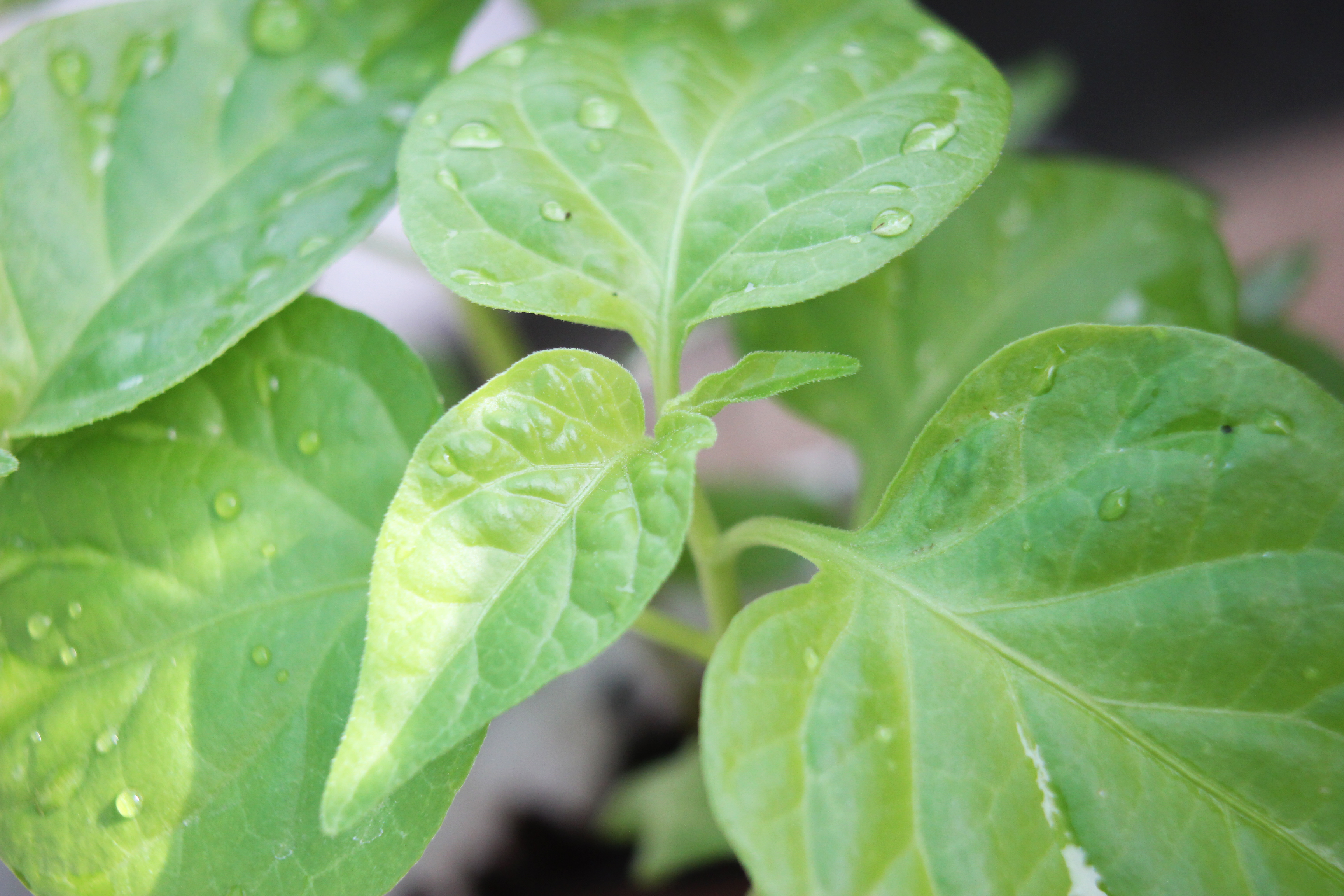
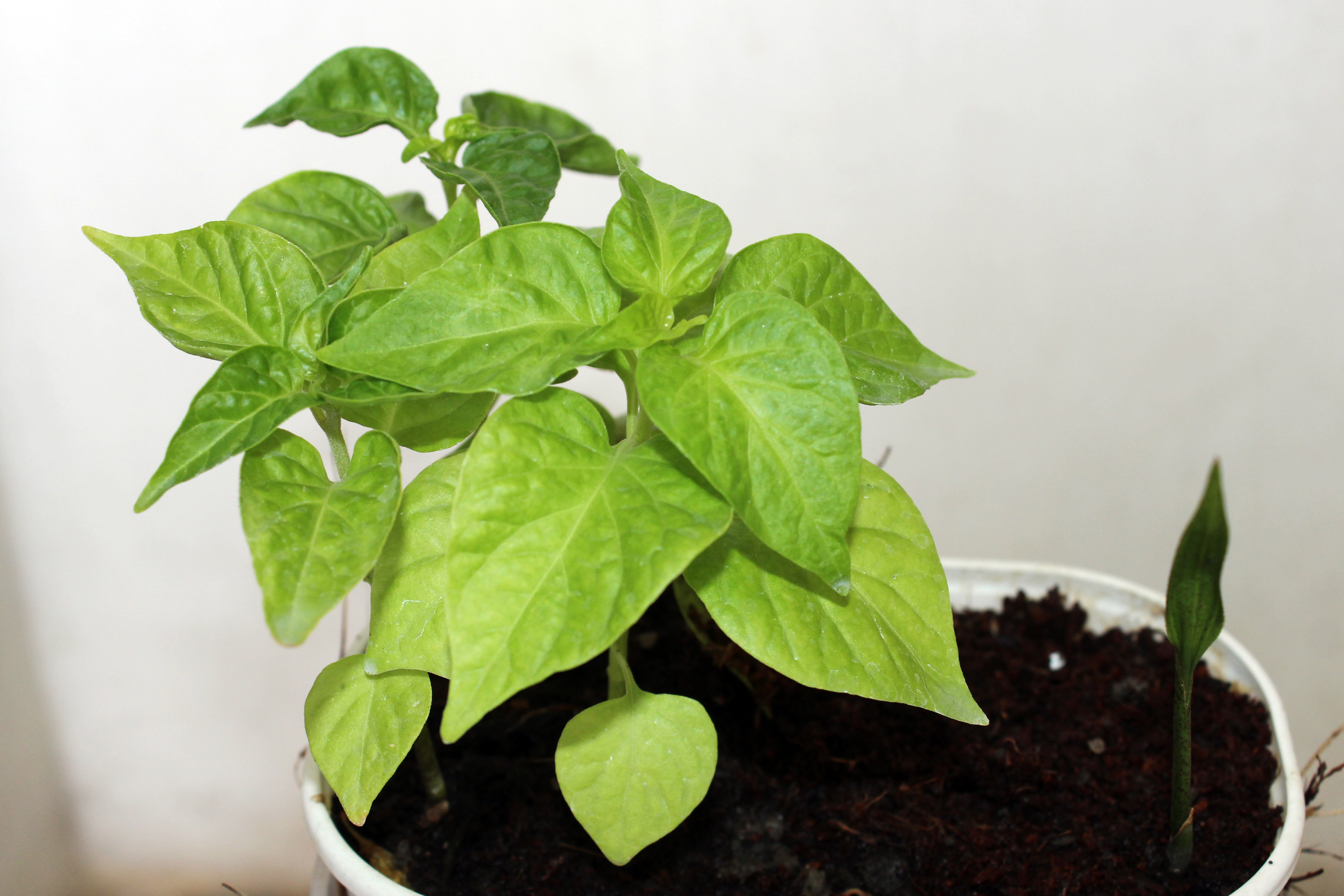